# Ditzingen
Ditzingen je německé velké okresní město nacházející se v zemském okrese Ludwigsburg stuttgartského vládního obvodu, ve středu spolkové země Bádensko-Württembersko. Leží přibližně 10 km na severozápad od Stuttgartu a 12 km jihozápadně od Ludwigsburgu. Ve městě sídlí potravinářská společnost Bürger, knižní vydavatelství Reclam či firma na výrobu obráběcích strojů Trumpf. K 31. prosinci 2017 v něm žilo 24 942 obyvatel.
Nejbližšími městy a obcemi v okolí Ditzingenu jsou (ve směru hodinových ručiček od východu):
- Weilimdorf (zemský okres Stuttgart)
- Gerlingen (zemský okres Ludwigsburg)
- Leonberg a Weissach (zemský okres Böblingen)
- Eberdingen, Hemmingen a Korntal-Münchingen (zemský okres Ludwigsburg)

V 70. letech dvacátého století byly do města začleněny do té doby samostatné jednotky Heimerdingen, Hirschlanden a Schöckingen.

## Partnerská města
- Gyula, Maďarsko, od 1991
- Rillieux-la-Pape, Francie, od 2010[2]